# Fernleaf International Classic 1990
Fernleaf International Classic 1990 — жіночий тенісний турнір, що проходив на відкритих кортах з твердим покриттям у Веллінгтоні (Нова Зеландія). Належав до турнірів 5-ї категорії в рамках Туру WTA 1990. Відбувсь утретє і тривав з 5 до 11 лютого 1990 року. Шоста сіяна Вілтруд Пробст здобула титул в одиночному розряді.

## Фінальна частина

### Одиночний розряд
Вілтруд Пробст —  Лейла Месхі 1–6, 6–4, 6–0
- Для Пробст це був перший титул в одиночному розряді за кар'єру.

### Парний розряд
Наталія Медведєва /  Лейла Месхі —  Мішелл Джаггерд-Лай /  Джулі Річардсон 6–3, 2–6, 6–4